# Coulterophytum
Coulterophytum là chi thực vật có hoa trong họ Apiaceae.